# Az interjú (film, 2014)
Az interjú (eredeti cím: The Interview) 2014-ben bemutatott amerikai politikai vígjáték Seth Rogen és Evan Goldberg rendezésében, akik korábban az Itt a vége című filmen is együtt dolgoztak. A forgatókönyvet Dan Sterling írta, a film alapötlete és története a rendezők és Sterling nevéhez fűzödik. A film két főszereplője Rogen és James Franco. 

## Rövid történet
Két amerikai újságíró engedélyt kap rá, hogy Kim Dzsongun (Kim Jong-un) észak-koreai vezetővel interjút készítsenek. Az alkalmat kihasználva a CIA felkéri őket, hogy merényletet hajtsanak végre ellene.

## Cselekménye
Dave Skylark (James Franco), a Skylark Tonight tévés talk-show házigazdája. Általában híres embereket interjúvol meg, akiktől megpróbál valami kellemetlen információt kiszedni. Például egyik vendége, Eminem elkottyantja, majd megerősíti, hogy ő „meleg”, egy színész pedig bevallja, hogy parókát hord. A műsort megszakítja egy közlemény, ami arról számol be, hogy Észak-Korea képes atomtöltettel rendelkező rakétát kilőni, ami el tudja érni Észak-Amerika nyugati partjait.  Aaron Rapoport (Seth Rogen), a műsor producere (és Dave barátja) ráébred, hogy igénytelen, amit csinálnak. Egy beszélgetés során Dave is elismeri, hogy „szar”, amit az emberek képébe nyomnak, de Dave véleménye az, hogy „az emberek ezt igénylik”.
Az 1000. adás ünneplése után kiderül, hogy Kim Dzsongun, Észak-Korea diktátora rajong a műsorért, ezért felvetődik, hogy kérjenek interjút tőle, amit elsőként és egyedüliként megtehetnek a világ tévés csatornái közül. Aaron felhívja az Észak-Korea kommunikációs kapcsolattartásáért felelős irodát és hangüzenetet hagy az interjú ügyében. Még aznap este visszahívják és pozitív választ kap.
Aaronnak a további egyeztetés céljából az iroda képviselője által megadott földrajzi koordinátákra kell eljutnia, ami Kína déli területén van, egy lakatlan, dombos területen. Itt egy helikopter száll le, amiből fegyveres katonák ugranak ki, majd Szuk (Sook), a kapcsolattartásért felelős tiszt, akiről kiderül, hogy nő. Szuk (Sook) átad egy listát arról, amit a koreai vezetőtől kérdezhetnek, majd otthagyják Aaront, aki vízért könyörög, mert nem hozott magával.
A CIA csinos női ügynöke, Lacey (Lizzy Caplan) felkeresi a két férfit, és azzal az ötlettel áll elő, hogy meg kellene ölniük az észak-koreai vezetőt, hogy ezzel puccsot idézzenek elő. A kivitelezés módja egy ricin nevű anyagot tartalmazó, mérgező ragtapasz, amit a tenyérre kell ragasztani és kézfogáskor átadódik, majd 12 óra múlva halált okoz, így az elkövetőket nem fogják gyanúsítani (illetve addigra eltávozhatnak a helyszínről). A tévések kénytelenek beleegyezni a tervbe, aminek kivitelezését a gyakorlatban is elpróbálják a CIA egyik épületében (Dave a kézfogás előtt önkéntelenül tüsszent, az arcába temeti a kezét, így ő halna meg). A ragtapaszt a rágógumik közé rejtik. Lacey megígéri, hogy folyamatos rádiókapcsolatban lesz velük, de semmiféle egyéb segítséget nem ígér.
Megérkezvén Észak-Koreába a kapcsolattartó tiszt, Szuk (Sook) fogadja és kíséri őket. A szállásukra hajtva egy fekete limuzinban észrevesznek egy zöldségüzletet, ami előtt egy kövér kisfiú álldogál. A csomagjaikat Kim Dzsongun két személyes testőre, Ko (Koh) és Ju (Yu) tiszt vizsgálja át. Egyikük felfedezi a szokatlan rágógumit, amit bevesz a szájába, majd kiköpi.
Laceyt értesítik a méreg elvesztéséről, aki intézkedik, hogy egy pilóta nélküli repülőgép szállítson újabb adagot a helyszínre, ami a szállásuk kertjébe fog megérkezni. Aaronnak ezért éjszaka ki kell osonnia észrevétlenül a kertbe. Osonás közben észreveszi, hogy egy tigris közeledik felé, majd szembetalálkozik vele. Mielőtt a tigris megtámadná, a „csomag” megérkezik és pont fejbe találja a tigrist, ami kimúlik tőle. Időközben azonban az őrség is elindult Aaron felé, így neki a csomagot a végbelében kell elhelyeznie, hogy ne vegyék észre (a szállásra visszatérve letépik róla a ruhát, de a fenekébe nem néznek bele, így nem találják meg a csomagot, ami egy elég vastag, hengeres test).
Dave találkozik az észak-koreai vezetővel, akiről az a benyomása támad, hogy az apja gyerekkorában elnyomta és nem szerette. Közösen kosárlabdáznak, elmennek tankkal lőni egyet, majd bikinis lányok és alkoholos italok oldják a hangulatot. Dave megkedveli a diktátort, akit szerinte félreismer a világ.
A közös ebédnél a személyes testőrnél jelentkeznek a mérgezés tünetei. Társa megpróbál segíteni rajta, de véletlenül az áldozat lelövi, így mindketten meghalnak. Mindenkit beterít a vér, Kim könnyekben tör ki.
Másnap, amikor Aaron felerősíti a tenyerére a halálos ragtapaszt és kezet akar fogni az elnökkel, Dave nem hagyja, hogy megölje, azt mondja, hogy Aaron zsidó, azért nem foghat kezet Kimmel.
A következő vacsorán azonban Kim elszólja magát Dave előtt: kijelenti, hogy hajlandó 1 milliárd ember életét is feláldozni azért, hogy elismerje az apja. Dave levegőzés címén kimegy a vacsoráról, és felfedezi, hogy a zöldségüzletben hamis gyümölcsök vannak kiállítva, a háttér pedig egy fénykép.
Aaron és Szuk (Sook) kifejezik egymás iránti vonzalmukat, majd szenvedélyes ölelkezésbe kezdenek. Aaron ügyel rá, hogy a mérget tartalmazó ragtapasszal ellátott tenyerével ne érintse meg a nőt. Amikor Dave rájuk nyit, közösen kitervelik, hogy mivel Kim a nép szemében egy isten, ezért ebben a hitükben kell megingatni őket azzal, hogy Kim a nyilvánosság előtt sírva fakad (a megérkezésükkor még Szuk (Sook) azt mondja nekik, hogy a vezető annyira keményen dolgozik a népe boldogulásán, hogy nincsen végbélnyílása). Dave vállalja, hogy ezt a részt megoldja.
Az interjú alatt elvileg csak az előre egyeztetett kérdéseket volna szabad feltenni. Az interjút élőben az észak-koreai lakosság és a nemzetközi közösség is láthatja a tévében (csak egy észak-koreai családot és egy amerikai katonai tábor lakóit mutatják). Dave eleinte az előre megbeszélt kérdéseket teszi fel, majd rákérdez a 16 millió éhező koreaira, és a 800 millió dolláros katonai költségvetésre, miközben az élelmezési segély mindössze 200 millió dollár. Kim zavarba jön, majd élő adásban sírva fakad és befosik. Arra nem kapunk magyarázatot, hogy egy olyan országban, ahol nagyon kevesen beszélnek angolul, hogyan értik meg az interjú angol nyelven zajló szövegét.
Aaron és Szuk (Sook) ezalatt a tévéstúdióban tartózkodnak, majd amikor a technikusok ki akarják kapcsolni az adást, Aaron birkózni kezd az egyikkel, aki leharapja két ujját, akivel végül Szuk (Sook) egy fejlövéssel végez.
Kim az interjú után a megaláztatás miatt lelövi Dave-et, aki elterül a padlón, de túléli az esetet, mert golyóálló mellényt viselt.
A tévéstúdiót fegyveres katonák rohamozzák meg, akiket Szuk (Sook) egy RPD típusú golyószóróval leterít. Mindhárman menekülni kényszerülnek egy T-54-es tankkal. Kim a nyomukban van egy harci helikopterrel, ami lőni kezd rájuk. Kim ugyanakkor elrendeli, hogy a parancsára indítsák el az atomrakétákat. Egy szerencsés lövéssel azonban eltalálják a helikopter törzsét, ami kigyullad, majd felrobban. A megerősítés hiányában az atomrakétákat nem indítják el a katonák.
Szuk (Sook) egy alagúthoz vezeti őket, ő maga azonban visszatér, hogy „rendet tegyen a káoszban”. Az alagúton keresztül Aaron és Dave kijutnak valahova, ami valószínűleg Kína területén van. Itt észak-koreai egyenruhába öltözött amerikai SEAL-egység várja, és gumicsónakon kimenekíti őket. Miközben menekülnek a csónakkal, a szárazföld felől folyamatosan lövéseket hallanak. Észak-Koreában kitört a forradalom.
Észak-Koreában győz a polgári forradalom, demokrácia lesz, illetve nyélbe ütik az első szabad választásokat. Dave kiadja a visszaemlékezéseit a kalandjairól, Aaron pedig kapcsolatban marad Szuk (Sook)kal Skype-on keresztül.

## Szereplők
- James Franco David "Dave" Skylark szerepében[3]
- Seth Rogen Aaron Rapoport szerepében[3]
- Lizzy Caplan Lacey CIA-ügynök szerepében[4]
- Randall Park Kim Dzsongun szerepében[5][6]
- Diana Bang Szuk (Sook) szerepében[7]
- Reese Alexander Botwin ügynök szerepében
- James Yi Ko (Koh) tiszt szerepében
- Paul Bae Ju (Yu) tiszt szerepében
- Timothy Simons Malcolm szerepében[5]
- Anders Holm Jake szerepében
- Charles Rahi Chun Csong (Jong) tábornok szerepében
- Eminem – önmaga
- Rob Lowe – önmaga
- Nicki Minaj – önmaga
- Emma Stone – önmaga
- Guy Fieri – önmaga
- Joseph Gordon-Levitt – önmaga

## Fogadtatás

### Politikai reakció
A film meghirdetését követően Észak-Korea terrorista fenyegetéseket tett a Sony, illetve azon mozik felé, amik a filmet bemutatják, így az amerikai mozik többsége nem vállalta a film vetítését. A film vegyes visszajelzéseket kapott.